# Ferruccio Valcareggi
Ferruccio Valcareggi (Trieste, 12 febbraio 1919 – Firenze, 2 novembre 2005) è stato un calciatore e allenatore di calcio italiano, di ruolo interno.
Fu commissario tecnico della nazionale italiana campione d'Europa nel 1968 e vicecampione del mondo nel 1970.

## Carriera

### Giocatore
Cresciuto nella Triestina e dotato di resistenza alla fatica, giocò fino al 1953 in Serie A con la Fiorentina (con cui vinse il campionato toscano di guerra), il Milano, il Bologna, il Vicenza e la Lucchese. Giocò 261 partite in serie A con 44 reti.

### Allenatore
Fu dapprima giocatore-allenatore nel Piombino in Serie B, poi tecnico del Prato, dell'Atalanta e della Fiorentina, infine commissario tecnico della nazionale italiana dal 1966 al 1974, subentrando a Edmondo Fabbri all'indomani della disastrosa spedizione azzurra al campionato del mondo 1966 in Inghilterra, dal quale l'Italia fu estromessa a seguito della sconfitta per 0-1 contro la Corea del Nord, con gol di Pak Doo-ik.
I suoi maggiori successi alla guida dell'Italia furono la vittoria nella finale di Roma contro la Jugoslavia al campionato d'Europa 1968 (primo successo degli azzurri nella manifestazione continentale, nonché del secondo dopoguerra), e il secondo posto al campionato del mondo 1970 in Messico, dopo aver superato la Germania Ovest per 4-3 in una storica semifinale, battuto dal Brasile di Pelé per 4-1. In Nordamerica le difficoltà nella gestione del gruppo, la staffetta tra Sandro Mazzola e Gianni Rivera, ma soprattutto l'impiego ridotto del milanista nella finale di Città del Messico (in cui Rivera subentrò a 6 minuti dal termine a Roberto Boninsegna) costarono a Valcareggi molte critiche.
Restò alla guida della nazionale fino al campionato del mondo 1974 in Germania Ovest: gli azzurri non superarono la prima fase e Valcareggi entrò in collisione con il centravanti della Lazio campione d'Italia, Giorgio Chinaglia, il quale lo contestò platealmente in mondovisione per averlo richiamato in panchina durante la partita contro Haiti vinta per 3-1; la situazione poi si ristabilì nello stesso mondiale e Chinaglia giocò la partita contro la Polonia, grazie all'intervento di Giuseppe Wilson e a quello successivo del tecnico biancoceleste Tommaso Maestrelli arrivato da Roma. Lasciata la nazionale, tra gli anni 1970 e 1980 tornò ad allenare per qualche tempo il Verona, la Roma e la Fiorentina, inframezzate dalla guida della selezione giovanile di serie B, per diventare poi commentatore televisivo.
Negli ultimi anni ha ricoperto un ruolo dirigenziale di rappresentanza nella Settignanese, società calcistica fiorentina, la cui sede si trova a pochi metri dal Centro Tecnico di Coverciano e ha guidato la squadra dalla panchina nel 2001/2002 e nel 2003, ottenendo la salvezza. È stato anche direttore sportivo onorario del Verona. La Settignanese ha intitolato la propria scuola calcio a nome di Valcareggi. Tra i vari omaggi ricevuti, nel 2011 gli fu attribuito un riconoscimento alla memoria nella Hall of Fame del calcio italiano, mentre nel 2013 entrò nella Hall of Fame della Fiorentina. Valcareggi riposa nel cimitero di Settignano, comune di Firenze.

## Statistiche

### Statistiche da allenatore

#### Club
In grassetto le competizioni vinte.
| apr.-mag. 1953    | Piombino          | B                 | 5   | 1   | 2   | 2   | -  | -  | -  | - | -  | - | - | - | - | - | -  | -  | - | - | - | 5   | 1   | 2   | 2   | 20,00 | Sub. 15º |    |    |    |    |          |
| 1953-1954         | Piombino          | B                 | 34  | 8   | 11  | 15  | -  | -  | -  | - | -  | - | - | - | - | - | -  | -  | - | - | - | 34  | 8   | 11  | 15  | 23,53 | 18º (retr.) |    |    |    |    |          |
| 1954-1955         | Piombino          | C                 | 34  | 12  | 11  | 11  | -  | -  | -  | - | -  | - | - | - | - | - | -  | -  | - | - | - | 34  | 12  | 11  | 11  | 35,29 | 9º |    |    |    |    |          |
| Totale Piombino   | Totale Piombino   | Totale Piombino   | 73  | 21  | 24  | 28  |    | -  | -  | - | -  |   | - | - | - | - |    | -  | - | - | - | 73  | 21  | 24  | 28  | 28,77 | |    |    |    |    |          |
| 1955-1956         | Prato             | C                 | 34  | 10  | 13  | 11  | -  | -  | -  | - | -  | - | - | - | - | - | -  | -  | - | - | - | 34  | 10  | 13  | 11  | 29,41 | 9º |    |    |    |    |          |
| 1956-1957         | Prato             | C                 | 34  | 19  | 10  | 5   | -  | -  | -  | - | -  | - | - | - | - | - | -  | -  | - | - | - | 34  | 19  | 10  | 5   | 55,88 | 1º (prom.) |    |    |    |    |          |
| 1957-1958         | Prato             | B                 | 34  | 12  | 10  | 12  | CI | 6  | 2  | 0 | 4  | - | - | - | - | - | -  | -  | - | - | - | 40  | 14  | 10  | 16  | 35,00 | 10º |    |    |    |    |          |
| 1958-1959         | Prato             | B                 | 38  | 8   | 9   | 21  | CI | 3  | 2  | 0 | 1  | - | - | - | - | - | -  | -  | - | - | - | 41  | 10  | 9   | 22  | 24,39 | 20º (retr.) |    |    |    |    |          |
| Totale Prato      | Totale Prato      | Totale Prato      | 140 | 49  | 42  | 49  |    | 9  | 4  | 0 | 5  |   | - | - | - | - |    | -  | - | - | - | 149 | 53  | 42  | 54  | 35,57 | |    |    |    |    |          |
| 1959-1960         | Atalanta          | A                 | 34  | 9   | 13  | 12  | CI | 3  | 2  | 1 | 0  | - | - | - | - | - | CA | 2  | 1 | 0 | 1 | 39  | 12  | 14  | 13  | 30,77 | 11º |    |    |    |    |          |
| 1960-1961         | Atalanta          | A                 | 34  | 9   | 13  | 12  | CI | 1  | 0  | 0 | 1  | - | - | - | - | - | CA | 2  | 2 | 0 | 0 | 37  | 11  | 13  | 13  | 29,73 | 9º |    |    |    |    |          |
| 1961-1962         | Atalanta          | A                 | 34  | 13  | 12  | 9   | CI | 1  | 0  | 0 | 1  | - | - | - | - | - | CM | 8  | 2 | 5 | 1 | 43  | 15  | 17  | 11  | 34,88 | 6º |    |    |    |    |          |
| 1962-1963         | Fiorentina        | A                 | 34  | 15  | 8   | 11  | CI | 2  | 1  | 0 | 1  | - | - | - | - | - | CA | 2  | 1 | 0 | 1 | 39  | 12  | 14  | 13  | 30,77 | 6º |    |    |    |    |          |
| lug.-ott. 1963    | Fiorentina        | A                 | 7   | 3   | 2   | 2   | CI | 1  | 1  | 0 | 0  | - | - | - | - | - | CR | 6  | 2 | 2 | 2 | 14  | 6   | 4   | 4   | 42,86 | Eson. |    |    |    |    |          |
| 1964-1965         | Atalanta          | A                 | 34  | 7   | 16  | 11  | CI | 3  | 1  | 1 | 1  | - | - | - | - | - | -  | -  | - | - | - | 37  | 8   | 17  | 12  | 21,62 | 11º |    |    |    |    |          |
| Totale Atalanta   | Totale Atalanta   | Totale Atalanta   | 136 | 38  | 54  | 44  |    | 8  | 3  | 2 | 3  |   | - | - | - | - |    | 12 | 5 | 5 | 2 | 156 | 46  | 61  | 49  | 29,49 | |    |    |    |    |          |
| 1975-1976         | Verona            | A                 | 30  | 8   | 8   | 14  | CI | 11 | 6  | 3 | 2  | - | - | - | - | - | -  | -  | - | - | - | 41  | 14  | 11  | 16  | 34,15 | 11º |    |    |    |    |          |
| 1976-1977         | Verona            | A                 | 30  | 7   | 14  | 9   | CI | 4  | 2  | 0 | 2  | - | - | - | - | - | -  | -  | - | - | - | 34  | 9   | 14  | 11  | 26,47 | 7º |    |    |    |    |          |
| 1977-1978         | Verona            | A                 | 30  | 6   | 14  | 10  | CI | 4  | 1  | 0 | 3  | - | - | - | - | - | CE | 4  | 1 | 1 | 2 | 38  | 8   | 15  | 15  | 21,05 | 10º |    |    |    |    |          |
| Totale Verona     | Totale Verona     | Totale Verona     | 90  | 21  | 36  | 33  |    | 19 | 9  | 3 | 7  |   | - | - | - | - |    | 4  | 1 | 1 | 2 | 113 | 31  | 40  | 42  | 27,43 | |    |    |    |    |          |
| nov. 1978-1979    | Roma              | A                 | 24  | 7   | 9   | 8   | CI | -  | -  | - | -  | - | - | - | - | - | -  | -  | - | - | - | 24  | 7   | 9   | 8   | 29,17 | Sub. 10º |    |    |    |    |          |
| dic. 1984-1985    | Fiorentina        | A                 | 19  | 5   | 8   | 6   | CI | 6  | 3  | 1 | 2  | - | - | - | - | - | -  | -  | - | - | - | 25  | 8   | 9   | 8   | 32,00 | Sub. 9º |    |    |    |    |          |
| Totale Fiorentina | Totale Fiorentina | Totale Fiorentina | 60  | 23  | 18  | 19  |    | 9  | 5  | 1 | 3  |   | - | - | - | - |    | 8  | 3 | 2 | 3 | 77  | 31  | 21  | 25  | 40,26 | 2000/2001. Settignanese \|\| 60 \|\| 23 \|\| 18 \|\| 19 \|\| \|\| 9 \|\| 5 \|\| 1 \|\| 3 \|\| \|\| - \|\| - \|\| - \|\| - \|\| \|\| 8 \|\| 3 \|\| 2 \|\| 3 | 77 | 31 | 21 | 25 | 40,26 \| |
| Totale carriera   | Totale carriera   | Totale carriera   | 523 | 159 | 183 | 181 |    | 45 | 21 | 6 | 18 |   | - | - | - | - |    | 24 | 9 | 8 | 7 | 592 | 189 | 197 | 206 | 31,93 | |    |    |    |    |          |

#### Nazionale nel dettaglio
| 1967-1968                     | Italia        | Qual. Euro 1968     | 1º nel Gruppo 6              | 4  | 3  | 1  | 0 | 75,00 | 12 | 2  | +10 |
| Aprile 1968 (play-off)        | Italia        | Qual. Euro 1968     | Qualificato                  | 2  | 1  | 0  | 1 | 50,00 | 4  | 3  | +1  |
| Giugno 1968                   | Italia        | Euro 1968           | 1º (vincitore)               | 3  | 1  | 2  | 0 | 33,33 | 3  | 1  | +2  |
| 1968-1969                     | Italia        | Qual. Mondiale 1970 | 1º nel Gruppo 3, qualificato | 4  | 3  | 1  | 0 | 75,00 | 10 | 3  | +7  |
| Giugno 1970                   | Italia        | Mondiale 1970       | 2º                           | 6  | 3  | 2  | 1 | 50,00 | 10 | 8  | +2  |
| 1970-1972                     | Italia        | Qual. Euro 1972     | 1º nel Gruppo 6              | 6  | 4  | 2  | 0 | 66,67 | 12 | 4  | +8  |
| Aprile-maggio 1972 (play-off) | Italia        | Qual. Euro 1972     | Non qualificato              | 2  | 0  | 1  | 1 | &0,00 | 1  | 2  | -1  |
| 1972-1973                     | Italia        | Qual. Mondiale 1974 | 1º nel Gruppo 2, qualificato | 6  | 4  | 2  | 0 | 66,67 | 12 | 0  | +12 |
| Giugno 1974                   | Italia        | Mondiale 1974       | Eliminato al 1º turno        | 3  | 1  | 1  | 1 | 33,33 | 5  | 4  | +1  |
| Dal 1966 al 1974              | Italia        | Amichevoli          |                              | 18 | 8  | 8  | 2 | 44,44 | 27 | 16 | +11 |
| Totale Italia                 | Totale Italia | Totale Italia       | Totale Italia                | 54 | 28 | 20 | 6 | 51,85 | 96 | 43 | +53 |

#### Panchine da commissario tecnico della nazionale italiana
| Cronologia completa delle presenze e delle reti in nazionale ― Italia | Cronologia completa delle presenze e delle reti in nazionale ― Italia | Cronologia completa delle presenze e delle reti in nazionale ― Italia | Cronologia completa delle presenze e delle reti in nazionale ― Italia | Cronologia completa delle presenze e delle reti in nazionale ― Italia | Cronologia completa delle presenze e delle reti in nazionale ― Italia | Cronologia completa delle presenze e delle reti in nazionale ― Italia | Cronologia completa delle presenze e delle reti in nazionale ― Italia |
| Data                                                                  | Città                                                                 | In casa                                                               | Risultato                                                             | Ospiti                                                                | Competizione                                                          | Reti                                                                  | Note                                                                  |
| --------------------------------------------------------------------- | --------------------------------------------------------------------- | --------------------------------------------------------------------- | --------------------------------------------------------------------- | --------------------------------------------------------------------- | --------------------------------------------------------------------- | --------------------------------------------------------------------- | --------------------------------------------------------------------- |
| 25-6-1967                                                             | Bucarest                                                              | Romania                                                               | 0 – 1                                                                 | Italia                                                                | Qual. Euro 1968                                                       | Mario Bertini                                                         | Cap:G. Facchetti                                                      |
| 1-11-1967                                                             | Cosenza                                                               | Italia                                                                | 5 – 0                                                                 | Cipro                                                                 | Qual. Euro 1968                                                       | 3 Gigi Riva 2 Alessandro Mazzola                                      | Cap:G. Facchetti                                                      |
| 18-11-1967                                                            | Berna                                                                 | Svizzera                                                              | 2 – 2                                                                 | Italia                                                                | Qual. Euro 1968                                                       | 2 Gigi Riva                                                           | Cap:G. Facchetti                                                      |
| 23-12-1967                                                            | Cagliari                                                              | Italia                                                                | 4 – 0                                                                 | Svizzera                                                              | Qual. Euro 1968                                                       | 2 Angelo Domenghini Alessandro Mazzola Gigi Riva                      | Cap:G. Facchetti                                                      |
| 6-4-1968                                                              | Sofia                                                                 | Bulgaria                                                              | 3 – 2                                                                 | Italia                                                                | Qual. Euro 1968                                                       | Pierino Prati autorete                                                | Cap:G. Facchetti                                                      |
| 20-4-1968                                                             | Napoli                                                                | Italia                                                                | 2 – 0                                                                 | Bulgaria                                                              | Qual. Euro 1968                                                       | Angelo Domenghini Pierino Prati                                       | Cap:G. Facchetti                                                      |
| 5-6-1968                                                              | Napoli                                                                | Italia                                                                | 0 – 0 dts                                                             | Unione Sovietica                                                      | Euro 1968 - Semifinale                                                | -                                                                     | Cap:G. Facchetti                                                      |
| 8-6-1968                                                              | Roma                                                                  | Italia                                                                | 1 – 1 dts                                                             | Jugoslavia                                                            | Euro 1968 - Finale                                                    | Angelo Domenghini                                                     | Cap:G. Facchetti                                                      |
| 10-6-1968                                                             | Roma                                                                  | Italia                                                                | 2 – 0                                                                 | Jugoslavia                                                            | Euro 1968 - Finale (ripetizione)                                      | Pietro Anastasi Gigi Riva                                             | 1º Titolo Europeo Cap:G. Facchetti                                    |
| 23-10-1968                                                            | Cardiff                                                               | Galles                                                                | 0 – 1                                                                 | Italia                                                                | Qual. Mondiali 1970                                                   | Gigi Riva                                                             | Cap:G. Facchetti                                                      |
| 1-1-1969                                                              | Città del Messico                                                     | Messico                                                               | 2 – 3                                                                 | Italia                                                                | Amichevole                                                            | 2 Gigi Riva Pietro Anastasi                                           | Cap:G. Facchetti                                                      |
| 5-1-1969                                                              | Città del Messico                                                     | Messico                                                               | 1 – 1                                                                 | Italia                                                                | Amichevole                                                            | Mario Bertini                                                         | Cap:G. Facchetti                                                      |
| 29-3-1969                                                             | Berlino Est                                                           | Germania Est                                                          | 2 – 2                                                                 | Italia                                                                | Qual. Mondiali 1970                                                   | 2 Gigi Riva                                                           | Cap:G. Facchetti                                                      |
| 24-5-1969                                                             | Torino                                                                | Italia                                                                | 0 – 0                                                                 | Bulgaria                                                              | Amichevole                                                            | -                                                                     | Cap:G. Facchetti                                                      |
| 4-11-1969                                                             | Roma                                                                  | Italia                                                                | 4 – 1                                                                 | Galles                                                                | Qual. Mondiali 1970                                                   | 3 Gigi Riva Alessandro Mazzola                                        | Cap:G. Facchetti                                                      |
| 22-11-1969                                                            | Napoli                                                                | Italia                                                                | 3 – 0                                                                 | Germania Est                                                          | Qual. Mondiali 1970                                                   | Angelo Domenghini Alessandro Mazzola Gigi Riva                        | Cap:G. Facchetti                                                      |
| 21-2-1970                                                             | Madrid                                                                | Spagna                                                                | 2 – 2                                                                 | Italia                                                                | Amichevole                                                            | Pietro Anastasi Gigi Riva                                             | Cap:G. Facchetti                                                      |
| 10-5-1970                                                             | Lisbona                                                               | Portogallo                                                            | 1 – 2                                                                 | Italia                                                                | Amichevole                                                            | 2 Gigi Riva                                                           | Cap:G. Facchetti                                                      |
| 3-6-1970                                                              | Toluca                                                                | Italia                                                                | 1 – 0                                                                 | Svezia                                                                | Mondiali 1970 - 1º turno                                              | Angelo Domenghini                                                     | Cap:G. Facchetti                                                      |
| 6-6-1970                                                              | Puebla                                                                | Italia                                                                | 0 – 0                                                                 | Uruguay                                                               | Mondiali 1970 - 1º turno                                              | -                                                                     | Cap:G. Facchetti                                                      |
| 11-6-1970                                                             | Toluca                                                                | Italia                                                                | 0 – 0                                                                 | Israele                                                               | Mondiali 1970 - 1º turno                                              | -                                                                     | Cap:G. Facchetti                                                      |
| 14-6-1970                                                             | Toluca                                                                | Italia                                                                | 4 – 1                                                                 | Messico                                                               | Mondiali 1970 - Quarti di finale                                      | 2 Gigi Riva Gianni Rivera autorete                                    | Cap:G. Facchetti                                                      |
| 17-6-1970                                                             | Città del Messico                                                     | Italia                                                                | 4 – 3 dts                                                             | Germania Ovest                                                        | Mondiali 1970 - Semifinale                                            | Roberto Boninsegna Tarcisio Burgnich Gigi Riva Gianni Rivera          | Cap:G. Facchetti                                                      |
| 21-6-1970                                                             | Città del Messico                                                     | Brasile                                                               | 4 – 1                                                                 | Italia                                                                | Mondiali 1970 - Finale                                                | Roberto Boninsegna                                                    | 2º posto Cap:G. Facchetti                                             |
| 17-10-1970                                                            | Berna                                                                 | Svizzera                                                              | 1 – 1                                                                 | Italia                                                                | Amichevole                                                            | Alessandro Mazzola                                                    | Cap:G. Facchetti                                                      |
| 31-10-1970                                                            | Vienna                                                                | Austria                                                               | 1 – 2                                                                 | Italia                                                                | Qual. Euro 1972                                                       | Giancarlo De Sisti Alessandro Mazzola                                 | Cap:G. Facchetti                                                      |
| 8-12-1970                                                             | Firenze                                                               | Italia                                                                | 3 – 0                                                                 | Irlanda                                                               | Qual. Euro 1972                                                       | Roberto Boninsegna Giancarlo De Sisti Pierino Prati                   | Cap:G. Facchetti                                                      |
| 20-2-1971                                                             | Cagliari                                                              | Italia                                                                | 1 – 2                                                                 | Spagna                                                                | Amichevole                                                            | Giancarlo De Sisti                                                    | Cap:G. Facchetti                                                      |
| 10-5-1971                                                             | Dublino                                                               | Irlanda                                                               | 1 – 2                                                                 | Italia                                                                | Qual. Euro 1972                                                       | Roberto Boninsegna Pierino Prati                                      | Cap:G. Facchetti                                                      |
| 9-6-1971                                                              | Stoccolma                                                             | Svezia                                                                | 0 – 0                                                                 | Italia                                                                | Qual. Euro 1972                                                       | -                                                                     | Cap:G. Facchetti                                                      |
| 25-9-1971                                                             | Genova                                                                | Italia                                                                | 2 – 0                                                                 | Messico                                                               | Amichevole                                                            | 2 Roberto Boninsegna                                                  | Cap:G. Facchetti                                                      |
| 9-10-1971                                                             | Milano                                                                | Italia                                                                | 3 – 0                                                                 | Svezia                                                                | Qual. Euro 1972                                                       | 2 Gigi Riva Roberto Boninsegna                                        | Cap:G. Facchetti                                                      |
| 20-11-1971                                                            | Roma                                                                  | Italia                                                                | 2 – 2                                                                 | Austria                                                               | Qual. Euro 1972                                                       | Giancarlo De Sisti Pierino Prati                                      | Cap:G. Facchetti                                                      |
| 4-3-1972                                                              | Atene                                                                 | Grecia                                                                | 2 – 1                                                                 | Italia                                                                | Amichevole                                                            | Roberto Boninsegna                                                    | Cap:G. Facchetti                                                      |
| 29-4-1972                                                             | Milano                                                                | Italia                                                                | 0 – 0                                                                 | Belgio                                                                | Qual. Euro 1972                                                       | -                                                                     | Cap:G. Facchetti                                                      |
| 13-5-1972                                                             | Bruxelles                                                             | Belgio                                                                | 2 – 1                                                                 | Italia                                                                | Qual. Euro 1972                                                       | Gigi Riva                                                             | Cap:G. Facchetti                                                      |
| 17-6-1972                                                             | Bucarest                                                              | Romania                                                               | 3 – 3                                                                 | Italia                                                                | Amichevole                                                            | 2 Pierino Prati Franco Causio                                         | Cap:A. Mazzola                                                        |
| 21-6-1972                                                             | Sofia                                                                 | Bulgaria                                                              | 1 – 1                                                                 | Italia                                                                | Amichevole                                                            | Giorgio Chinaglia                                                     | Cap:A. Mazzola                                                        |
| 20-9-1972                                                             | Torino                                                                | Italia                                                                | 3 – 1                                                                 | Jugoslavia                                                            | Amichevole                                                            | Pietro Anastasi Giorgio Chinaglia Gigi Riva                           | Cap:A. Mazzola                                                        |
| 7-10-1972                                                             | Lussemburgo                                                           | Lussemburgo                                                           | 0 – 4                                                                 | Italia                                                                | Qual. Mondiali 1974                                                   | 2 Gigi Riva Fabio Capello Giorgio Chinaglia                           | Cap:A. Mazzola                                                        |
| 21-10-1972                                                            | Berna                                                                 | Svizzera                                                              | 0 – 0                                                                 | Italia                                                                | Qual. Mondiali 1974                                                   | -                                                                     | Cap:A. Mazzola                                                        |
| 13-1-1973                                                             | Napoli                                                                | Italia                                                                | 0 – 0                                                                 | Turchia                                                               | Qual. Mondiali 1974                                                   | -                                                                     | Cap:T. Burgnich                                                       |
| 25-2-1973                                                             | Istanbul                                                              | Turchia                                                               | 0 – 1                                                                 | Italia                                                                | Qual. Mondiali 1974                                                   | Pietro Anastasi                                                       | Cap:G. Facchetti                                                      |
| 31-3-1973                                                             | Genova                                                                | Italia                                                                | 5 – 0                                                                 | Lussemburgo                                                           | Qual. Mondiali 1974                                                   | 4 Gigi Riva Gianni Rivera                                             | Cap:G. Facchetti                                                      |
| 9-6-1973                                                              | Roma                                                                  | Italia                                                                | 2 – 0                                                                 | Brasile                                                               | Amichevole                                                            | Fabio Capello Gigi Riva                                               | Cap:G. Facchetti                                                      |
| 14-6-1973                                                             | Torino                                                                | Italia                                                                | 2 – 0                                                                 | Inghilterra                                                           | Amichevole                                                            | Pietro Anastasi Fabio Capello                                         | Cap:G. Facchetti                                                      |
| 29-9-1973                                                             | Milano                                                                | Italia                                                                | 2 – 0                                                                 | Svezia                                                                | Amichevole                                                            | Pietro Anastasi Gigi Riva                                             | Cap:G. Facchetti                                                      |
| 20-10-1973                                                            | Roma                                                                  | Italia                                                                | 2 – 0                                                                 | Svizzera                                                              | Qual. Mondiali 1974                                                   | Gigi Riva Gianni Rivera                                               | Cap:G. Facchetti                                                      |
| 14-11-1973                                                            | Londra                                                                | Inghilterra                                                           | 0 – 1                                                                 | Italia                                                                | Amichevole                                                            | Fabio Capello                                                         | Cap:G. Facchetti                                                      |
| 26-2-1974                                                             | Roma                                                                  | Italia                                                                | 0 – 0                                                                 | Germania Ovest                                                        | Amichevole                                                            | -                                                                     | Cap:G. Facchetti                                                      |
| 8-6-1974                                                              | Vienna                                                                | Austria                                                               | 0 – 0                                                                 | Italia                                                                | Amichevole                                                            | -                                                                     | Cap:G. Facchetti                                                      |
| 15-6-1974                                                             | Monaco                                                                | Italia                                                                | 3 – 1                                                                 | Haiti                                                                 | Mondiali 1974 - 1º turno                                              | Pietro Anastasi Gianni Rivera autorete                                | Cap:G. Facchetti                                                      |
| 19-6-1974                                                             | Stoccarda                                                             | Italia                                                                | 1 – 1                                                                 | Argentina                                                             | Mondiali 1974 - 1º turno                                              | autorete                                                              | Cap:G. Facchetti                                                      |
| 23-6-1974                                                             | Stoccarda                                                             | Polonia                                                               | 2 – 1                                                                 | Italia                                                                | Mondiali 1974 - 1º turno                                              | Fabio Capello                                                         | Cap:G. Facchetti                                                      |
| Totale                                                                |                                                                       | Presenze                                                              | 54                                                                    |                                                                       | Reti                                                                  | 96                                                                    |                                                                       |

#### Commissione tecnica della nazionale italiana in coppia con Helenio Herrera
| Cronologia completa delle presenze e delle reti in nazionale ― Italia | Cronologia completa delle presenze e delle reti in nazionale ― Italia | Cronologia completa delle presenze e delle reti in nazionale ― Italia | Cronologia completa delle presenze e delle reti in nazionale ― Italia | Cronologia completa delle presenze e delle reti in nazionale ― Italia | Cronologia completa delle presenze e delle reti in nazionale ― Italia | Cronologia completa delle presenze e delle reti in nazionale ― Italia | Cronologia completa delle presenze e delle reti in nazionale ― Italia |
| Data                                                                  | Città                                                                 | In casa                                                               | Risultato                                                             | Ospiti                                                                | Competizione                                                          | Reti                                                                  | Note                                                                  |
| --------------------------------------------------------------------- | --------------------------------------------------------------------- | --------------------------------------------------------------------- | --------------------------------------------------------------------- | --------------------------------------------------------------------- | --------------------------------------------------------------------- | --------------------------------------------------------------------- | --------------------------------------------------------------------- |
| 1-11-1966                                                             | Milano                                                                | Italia                                                                | 1 – 0                                                                 | Unione Sovietica                                                      | Amichevole                                                            | Aristide Guarneri                                                     | Cap: G. Facchetti                                                     |
| 26-11-1966                                                            | Napoli                                                                | Italia                                                                | 3 – 1                                                                 | Romania                                                               | Qual. Europeo 1968                                                    | Sandro Mazzola (2) Virginio De Paoli                                  | Cap: G. Facchetti                                                     |
| 22-3-1967                                                             | Nicosia                                                               | Cipro                                                                 | 0 – 2                                                                 | Italia                                                                | Qual. Europeo 1968                                                    | Angelo Domenghini Giacinto Facchetti                                  | Cap: G. Facchetti                                                     |
| 27-3-1967                                                             | Roma                                                                  | Italia                                                                | 1 – 1                                                                 | Portogallo                                                            | Amichevole                                                            | Renato Cappellini                                                     | Cap: G. Facchetti                                                     |
| Totale                                                                |                                                                       | Presenze                                                              | 4                                                                     |                                                                       | Reti                                                                  | 7                                                                     |                                                                       |

## Palmarès

### Giocatore
- Coppa Alta Italia: 1

Bologna: 1945-1946

### Allenatore

#### Club
- Campionato italiano Serie C: 1

Prato: 1956-1957

#### Nazionale
- Campionato d'Europa: 1

Italia 1968

#### Individuale
- Seminatore d'oro: 2[3]

1956-1957, 1972-1973